# Pietà (film)
Pietà (koreanska: 피에타) är en sydkoreansk dramafilm från 2012 i regi av Kim Ki-duk. Handlingen följer en skrupelfri lånehaj som konfronteras av en kvinna som säger sig vara hans mor. Titeln kommer från det italienska ordet pietà, som betyder 'fromhet' och inom kristen symbolik betecknar jungfru Marias sörjande. Filmen vann Guldlejonet vid Filmfestivalen i Venedig 2012.

## Medverkande
- Lee Jeong-jin som Lee Gang-do
- Jo Min-soo som Jang Mi-seon
- Gang Eun-jin som Myeong-ja, Hun-cheols mor
- Jo Jae-ryong som Tae-seung
- Lee Myeong-ja som gammal dam
- Heo Jun-seok som Gang-cheol
- Gwon Se-in som gitarrman
- Song Mun-su som fallen man
- Kim Beom-jun som Myeongdong-man
- Son Jong-hak som chef
- Jin Yong-ok som rullstolsman